# In nome del popolo italiano
In nome del popolo italiano è un film del 1971 diretto da Dino Risi, uscito nelle sale il 15 dicembre 1971.

## Trama
Il giudice istruttore Mariano Bonifazi è il prototipo del magistrato inquirente severo ed onesto, amareggiato della corruzione che egli percepisce prima di tutto nella pubblica amministrazione. Un giorno Bonifazi scopre che l'imprenditore Lorenzo Santenocito, archetipo del capitano d'industria disonesto, potrebbe essere implicato nella morte della giovane Silvana Lazzorini, una ragazza che spesso accompagnava persone ricche e facoltose a cene e festini per conto di un'agenzia di pubbliche relazioni.
Subito nasce una forte antipatia tra i due, e mentre Bonifazi si ostina a voler scoprire la colpevolezza dello spregiudicato Santenocito, quest'ultimo cerca, con altrettanta ostinazione, di costruirsi un alibi fasullo per la sera dell'omicidio di Silvana. Nel frattempo accusa a sua volta il magistrato di un eccesso di zelo inquisitorio nei suoi confronti, motivato a suo dire da un odio ideologico contro ciò che egli rappresenta. Il cinismo dell'uomo arriva a fargli internare l'anziano padre, che si rifiutava di mentire in suo aiuto. Quando finalmente l'industriale riesce a costruirsi il falso alibi, esso viene astutamente smantellato dal caparbio magistrato. Gli indizi già raccolti, unitamente ai successivi avvenimenti, sono sufficienti per mandare Santenocito sotto processo e quindi sentenziarne la colpevolezza.
Quando tutto sembra finito, Bonifazi viene casualmente in possesso di un diario redatto dalla giovane defunta, mentre pensa a Santeocito condannato e rinchiuso in carcere. Dalla sua lettura viene a conoscenza della reale vita della ragazza, dalle sue lezioni di lingua inglese alle attività di accompagnatrice in cambio di denaro, e poi di un incidente automobilistico occorso alla giovane poco prima della sua morte, che giustificherebbe le lesioni presenti sul corpo che diversamente ed erroneamente i medici legali avevano attribuito all'assassino della giovane, fino all'intenzione espressa dalla ragazza nelle ultime pagine di togliersi la vita con il Ruhenol. Questa scoperta colpisce profondamente il magistrato ora combattuto tra due scelte. Da una parte la tentazione di ignorarne il contenuto e gettare il diario tra la spazzatura per portare avanti il suo intento punitore verso l'odiato imprenditore e quanto da esso rappresentato, dall'altra parte l'ossequio della verità e della legge che sarebbero incompatibili con la ricerca di una pena contro un cittadino ora evidentemente innocente del delitto.
Il magistrato Bonifazi opta per la seconda scelta, contro il suo desiderio ma rispettosamente per la funzione rivestita. In quegli istanti la nazionale di calcio italiana vince un'importante partita contro l'Inghilterra e masse di tifosi si riversano nelle strade e, tra le urla e gli atti di teppismo dei tifosi festanti, il giudice Bonifazi vede idealmente i peggiori vizi dell'italiano cialtrone e poco di buono, da lui identificato nella persona dell'imprenditore Santenocito. Disgustato, Bonifazi decide di distruggere tra le fiamme di un'auto il diario della ragazza, facendo condannare l'innocente Santenocito per un reato non commesso.